# Tamura Yumi
Tamura Yumi (田村 由美 Điền Thôn Do Mĩ) sinh ngày 5 tháng 9 ở ngoài ô Wakayama thuộc tỉnh Tokyo, Nhật Bản, là một họa sĩ manga người Nhật. Xuất hiện lần đầu tiên vào năm 1983 trên tạp chí Bessatsu Shoujo Comic bằng một tác phẩm ngắn, Ore-tachi no Zettai Jikan ("Đây là thời đại của chúng ta"), Tamura Yumi đã nhận được giải Tác Giả Trẻ tại giải thưởng thường niên của nhà xuất bản Shogakukan vào cùng năm. Tiếp sau đó, bà đã hoàn thành hơn 50 tập truyện ngắn và tiếp tục ở thể loại manga dài tập. Bộ manga nổi tiếng Tomoe ga Yuku! đã góp phần định hình rõ nét cho phong cách của bà những năm tháng sau này. Nhưng bà nổi tiếng nhất ở thể loại shōjo hành động/phiêu lưu dài tập như Basara. Tác phẩm đã giúp bà giành giải thưởng Shogakukan Manga Award cho thể loại manga shōjo vào năm 1993. Năm 2003, manga 7 seeds đã đem về cho bà giải thưởng Shogakukan Manga Award lần thứ 2.

## Tác phẩm[3]
- 7 Seeds (2001-2017)
- 17 Nichime no Chopin (1987)
- Ano Natsu ga Owaru (1987)
- Bishop no Wa (1990)
- Basara (1990–1998)
- Boku ga Tenshi wo Unda Riyuu (1992)
- Boku ga Boku wo Wasureta Riyuu (1993)
- Boku ga Santa ni Atta Riyuu (1994)
- Boku ga Gomi wo Suteta Riyuu (1995)
- Boku ga Juuban Shoubusuru Wake (2001)
- Bokura no Mura ni wa Mizuumi ga atta (2007)
- Box Kei! (2000)
- Chicago (2000–2001)
- Chotto Eiyuushite Mitai (2003)
- Hare Tokidoki Yami (1999)
- Hearts (1996)
- Madonna ni Tsugu (1992)
- Megami ga Ochita Hi (1995)
- Neko Mix Genkitan Toraji (2008-đang ra)
- Odoru Kyoushitsu (1999)
- Ore-tachi no Zettai Jikan (1983)
- Ouji-kun (1999)
- Roppongi Shinjuu (1991)
- Shinwa ni Natta Gogo (1986)
- Tamura Yumi the Best Selection (2008)
- Tomoe ga Yuku! (1987–1990)
- Toorima 1991 (1998)
- Wangan Jungle (2002)
- Wild Com. (1999)
- X-Day (1993)